# Ping Huiniu
Ping Huiniu (ur. 16 lutego 1976) – chiński zapaśnik w stylu wolnym. Zajął jedenaste miejsce w mistrzostwach świata w 1998. Piąty na igrzyskach azjatyckich w 1998. Srebrny medalista mistrzostw Azji w 1997 roku.